# Liste der Biografien/Rosm
Liste der Biografien |
Portal Biografien |
Personensuche
# |
A |
B |
C |
D |
E |
F |
G |
H |
I |
J |
K |
L |
M |
N |
O |
P |
Q |
R |
S |
T |
U |
V |
W |
X |
Y |
Z |
?
 
Ra |
Rb |
Rd |
Re |
Rh |
Ri |
Rj |
Rk |
Rl |
Rm |
Rn |
Ro |
Rr |
Rs |
Rt |
Ru |
Rv |
Rw |
Rx |
Ry |
Rz
 
Roa |
Rob |
Roc |
Rod |
Roe |
Rof |
Rog |
Roh |
Roi |
Roj |
Rok |
Rol |
Rom |
Ron |
Roo |
Rop |
Roq |
Ror |
Ros |
Rot |
Rou |
Rov |
Row |
Rox |
Roy |
Roz 
 
Rosa |
Rosb |
Rosc |
Rosd |
Rose |
Rosh |
Rosi |
Rosj |
Rosk |
Rosl |
Rosm |
Rosn |
Roso |
Rosp |
Rosq |
Ross |
Rost |
Rosu |
Rosv |
Rosw |
Rosy |
Rosz 
Die Liste der Biografien führt alle Personen auf, die in der deutschsprachigen Wikipedia einen Artikel haben. Dieses ist eine Teilliste mit 17 Einträgen von Personen, deren Namen mit den Buchstaben „Rosm“ beginnt.

## Rosm

### Rosma
- Rosmair, Judith (* 1967), deutsche SchauspielerinJudith Rosmair (* 1967)

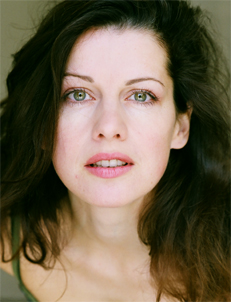
Judith Rosmair (* 1967)

- Rosman, Ann (* 1973), schwedische Schriftstellerin
- Rosman, Mackenzie (* 1989), US-amerikanische Schauspielerin
- Rosman, Mark (* 1959), US-amerikanischer Filmregisseur und Drehbuchautor
- Rosmanith, Peter (* 1956), österreichischer Perkussionist
- Rosmann, Pantaleon (1776–1853), deutscher römisch-katholischer Priester
- Rösmann, Tobias (* 1977), deutscher Journalist, Kommunikationsmanager und politischer Beamter (CDU)
- Rosmarin, Mathieu († 1647), Komponist, Kapellmeister und Priester am spanischen Hof

### Rosme
- Rosmeisl, Steffen (* 1964), deutscher Politiker (CDU), MdL
- Rosmer, Alfred (1877–1964), französischer Syndikalist und Kommunist
- Rosmer, Milton (1881–1971), britischer Schauspieler und Filmregisseur

### Rosmi
- Rosmini, Antonio (1797–1855), Priester, Ordensgründer, Philosoph
- Rosmini, Herta (* 1913), österreichische Skirennläuferin
- Rosmino, Gian Paolo (1888–1982), italienischer Schauspieler und Filmregisseur
- Rosmirowitsch, Jelena Fjodorowna (1886–1953), russische Revolutionärin

### Rosmu
- Rosmus, Anna Elisabeth (* 1960), deutsche Autorin

### Rosmy
- Rosmyslow, Fjodor († 1771), russischer Seefahrer und Polarforscher